# Fenke
Die Ortschaft Fenke ist ein Ortsteil der Gemeinde Lindlar, Oberbergischen Kreis im Regierungsbezirk Köln in Nordrhein-Westfalen (Deutschland).

## Lage und Beschreibung
Fenke liegt östlich von Lindlar an einem Bergrücken zum Leppetal hin zwischen Kuhlbach und Neuenfeld. Durch den Ort ziehen sich mehrere kleine Fließgewässer, die alle die Leppe speisen.
Nördlich der Ortschaft erhebt sich der Timberg mit 302,8 m. In Ortsnähe finden sich mehrere alte Steinbrüche, die jedoch nicht mehr in Betrieb sind.
Der Timberg im Norden von Fenke wird so erst seit 1969 in den topografischen Karten benannt. 1967 lautet der Name noch Dimberg. In der Karte Topographische Aufnahme der Rheinlande von 1825 wird die Anhöhe ebenfalls mit Dimberg bezeichnet. An die historische Ortsbezeichnung erinnert noch 2017 die Straßenbezeichnung „Am Dimberg“. Auf dem Berg stand von 1979 bis 1990 ein Aussichtsturm.

## Geschichte
1247 wurde der Ort das erste Mal urkundlich erwähnt. Ein „Hartlievus de Veckynhagen“ ist Zeuge bei einem Vergleich des Kölner Severinstiftes mit dem Schultheiß von Lindlar. Die Schreibweise der Erstnennung lautet Veckynhagen. Der Name leitet sich von „fennapfel“, den Heidelbeeren ab.
In Fenke fand sich in einem Steinbruch auch ein frühes Zeugnis der menschlichen Besiedelung des Bergischen Landes, ein Feuersteinbeil aus der Steinzeit. Der Ort entstand vermutlich während der Frühzeit der ersten dauerhaften Besiedelung des Gebietes um Lindlar im 10. Jahrhundert n. Chr.
In einer Urkunde aus dem Jahre 1550 wird vermerkt:
Beckinckhain (=Fenk), 2 sollen, hait Johan Schinkkern und Mewus erben und Roepges erbenn.
Im Mittelalter gehörte Fenke zur Honschaft Remshagen im Kirchspiel Lindlar.
Die Topographia Ducatus Montani des Erich Philipp Ploennies, Blatt Amt Steinbach, belegt, dass der Wohnplatz bereits 1715 mehrere Hofstellen besaß die als Dorf ohne Kirche verzeichnet und als Fenckhag beschriftet sind. Carl Friedrich von Wiebeking benennt die Hofschaft auf seiner Charte des Herzogthums Berg 1789 als Fenkhagen. Aus ihr geht hervor, dass der Ort auch zu dieser Zeit Teil der Honschaft Remshagen im Oberen Kirchspiel Lindlar war.
Der Ort ist auf der Topographischen Aufnahme der Rheinlande von 1825 als Fenke verzeichnet. Die Preußische Uraufnahme von 1840 zeigt den Wohnplatz ebenso  unter dem Namen Fenke. Ab der Preußischen Neuaufnahme von 1894/96 ist der Ort auf Messtischblättern regelmäßig als Fenke verzeichnet.
1822 lebten 145 Menschen im als Hof kategorisierten Ort, der nach dem Zusammenbruch der napoleonischen Administration und deren Ablösung zur Bürgermeisterei Lindlar im Kreis Wipperfürth gehörte. Für das Jahr 1830 werden für den als Fenke bezeichneten Ort 157 Einwohner angegeben. Der 1845 laut der Uebersicht des Regierungs-Bezirks Cöln als Weiler kategorisierte Ort besaß zu dieser Zeit 19 Wohngebäude mit 150 Einwohnern, alle katholischen Bekenntnisses.
Die Gemeinde- und Gutbezirksstatistik der Rheinprovinz führt Fenke 1871 mit 37 Wohnhäusern und 183 Einwohnern auf. Im Gemeindelexikon für die Provinz Rheinland von 1888 werden für Fenke 33 Wohnhäuser mit 156 Einwohnern angegeben. 1895 besitzt der Ort 29 Wohnhäuser mit 197 Einwohnern und gehörte konfessionell zum evangelischen Kirchspiel Ründeroth und zum katholischen Kirchspiel Frielingsdorf, 1905 werden 36 Wohnhäuser und 237 Einwohner angegeben.
Am 17. September 2008 wurde in Fenke eine Bürgerinitiative gegründet, die sich mit dem Thema „Norderweiterung des Industriegebietes Klause in Richtung Fenke“ beschäftigte. Nachdem der Rat der Gemeinde Lindlar diese Erweiterung in seiner Sitzung vom 18. März 2009  genehmigte, löste sich die Initiative wieder auf. Für die ab 2017 geplante nochmalige Erweiterung will die Gemeindeverwaltung nun die Bürger eher und stärker miteinbeziehen.

## Kultur und Sehenswürdigkeiten
- Fenke hat den mitgliederstärksten Karnevalsverein in der Gemeinde Lindlar
- Wegekreuz, um 1880
- Am Rande des Dorfes, in einem ehemaligen Steinbruchgelände, befindet sich der große Hundeplatz des Schäferhundevereins

## Busverbindungen
Über die Haltestellen Fenke und Kuhlbacher Straße der Linie 307 (OVAG) ist Fenke an den öffentlichen Personennahverkehr angeschlossen.